# Eois ambarilla
Eois ambarilla är en fjärilsart som beskrevs av Paul Dognin 1893. Eois ambarilla ingår i släktet Eois och familjen mätare. Inga underarter finns listade i Catalogue of Life.